# Česká cesta

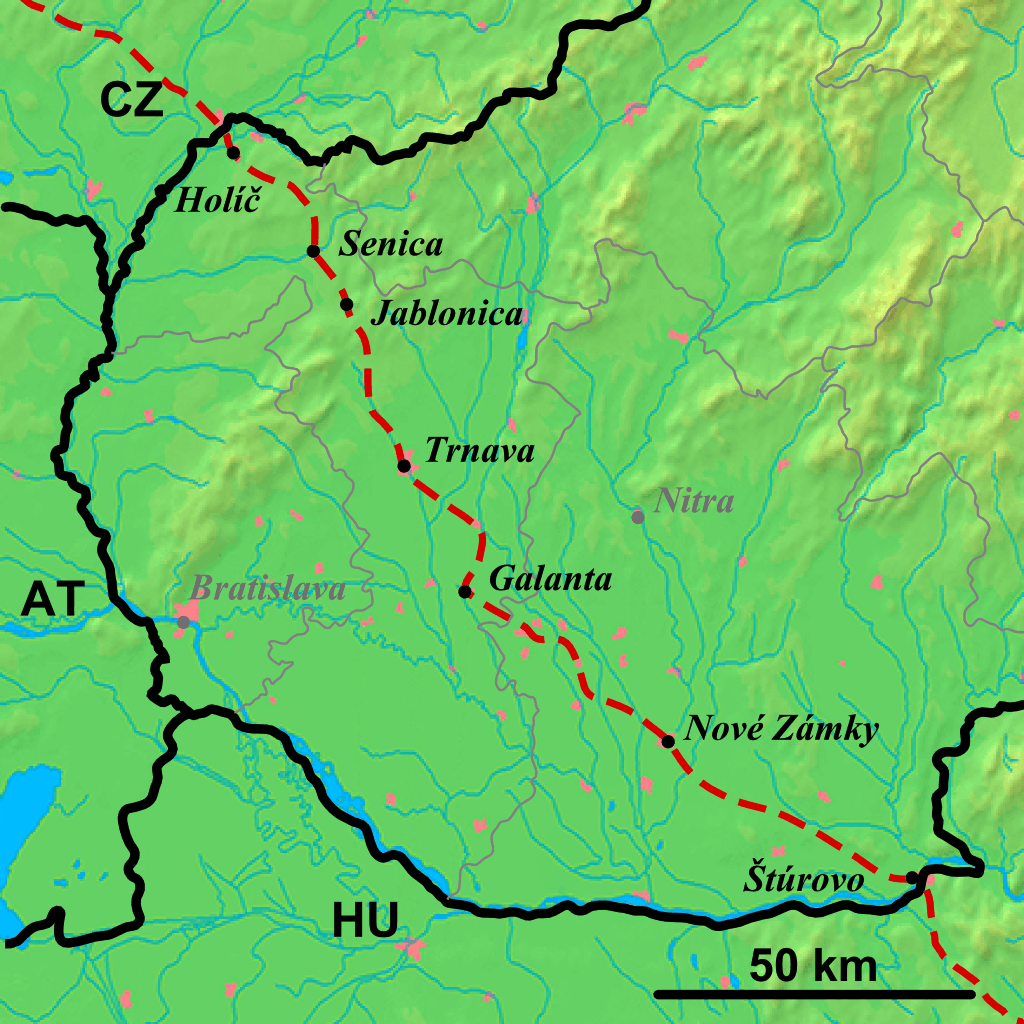
Trasa České cesty na území dnešního Slovenska

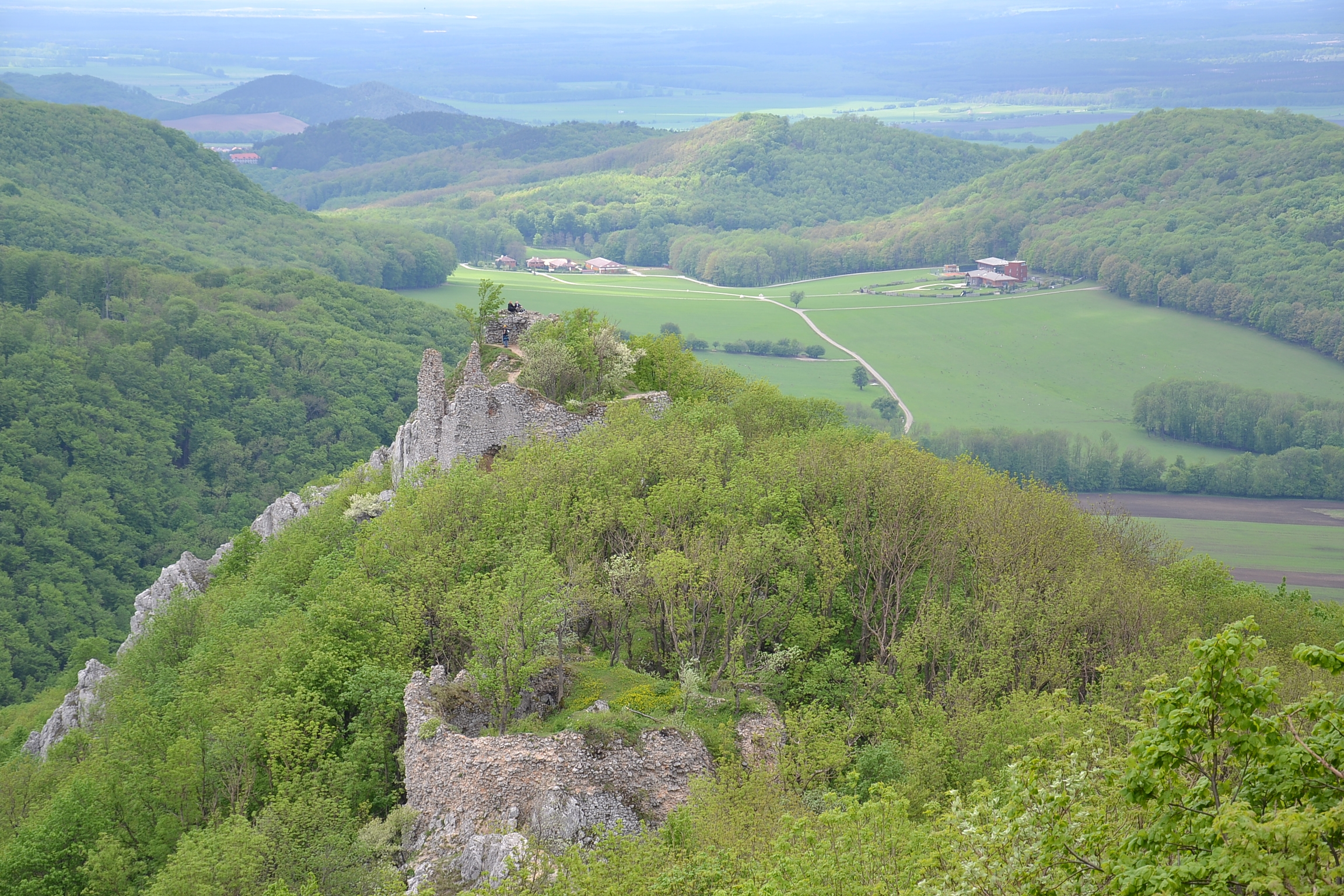
Výhled západním směrem z hradu Ostrý Kameň strážícího průsmyk přes Malé Karpaty, kudy vedla Česká cesta

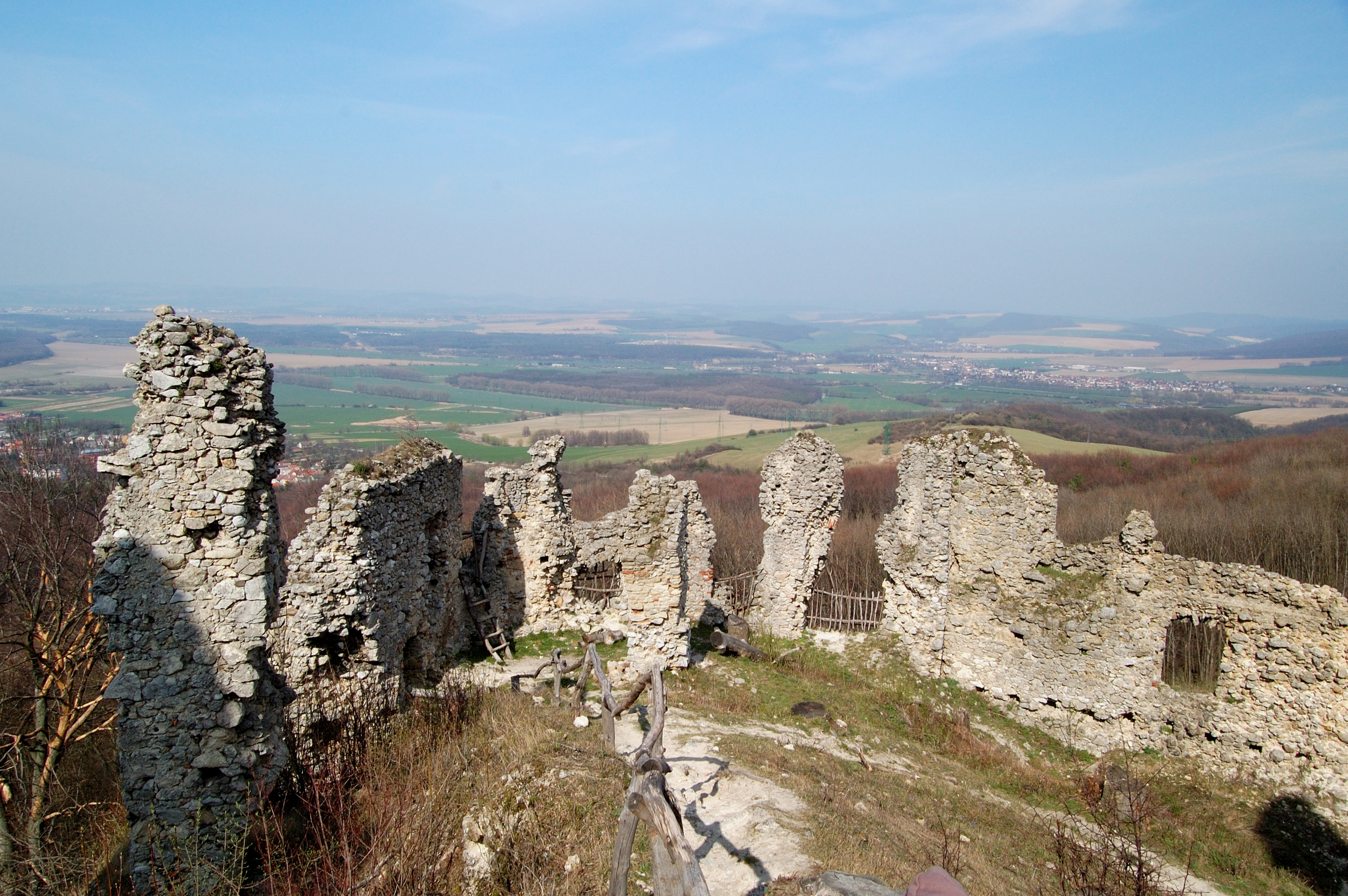
Výhled na sever z hradu Korlátka ve směru České cesty. Vlevo v dálce Senica, vpravo pak Jablonica

Česká cesta (latinsky Via Bohemica) je označení uhersko-české obchodní cesty, která spojovala Prahu s Budínem přes dnešní jihozápadní Slovensko. Začala se používat v 11. století. Byla součástí delší evropské cesty, vedoucí od Atlantiku až k Bosporu. Její trasa byla vytyčena na dvoustranném jednání českého krále Jana Lucemburského a uherského krále Karla I. Roberta na přelomu let 1335 a 1336. Příslušným pramenem je listina Karla Roberta z 6. ledna 1336 a v jejím textu se uvádí výčet míst, přes která od hranic Uher kupci z Čech mají jezdit do Trnavy a odtud do Budína.
Cesta se záměrně vyhýbala Vídni jako výraz spojenectví českého a uherského krále proti v rakouským zemím vládnoucím Habsburkům. Šlo o oficiální uznání a posílení významu historicky používané cesty, která měla strategický význam již z dob před Velkou Moravou, kdy spojovala Moravské a Nitranské knížectví.
Za dob Uherska měla cesta největší význam po dobu asi 200 let ve 14. a 15. století. Uherští králové vybudovali na její ochranu síť pevností a strážných hradů. Na cestě bylo zakázáno vybírat clo a mýto. Obchodníci měli garantovaný volný a bezpečný průchod.
Mezinárodní význam cesty začal upadat po dobytí Budína Turky v roce 1541, protože Osmanská říše ovládla většinu území dnešního Maďarska až k současné hranici se Slovenskem. Hlavní město Uherska se na dalších 250 let přesunulo do Bratislavy, kam vedla cesta ve směru řeky Moravy. Pro regionální obchod se v menší míře Česká cesta používala i v následujících staletích.

## Trasa
Cesta začíná brodem přes neregulovaný tok řeky Moravy s jejími četnými zákrutami u českého města Hodonín a dále pokračuje ve směru Kátov – Holíč – Senica – Jablonica – Prievaly (počátek průsmyku při přechodu Malých Karpat) – Buková – Trstín (první obec na druhé straně Malých Karpat) – Trnava – Sereď (brod přes Váh) – Nové Zámky – Dvory nad Žitavou (brod přes Žitavu) – Štúrovo (přívoz přes Dunaj, který je zde nejužší, protože vtéká do přírodní skalnaté soutěsky).
Strážní hrady podél cesty:
- Šintava (přestavěný)
- Smolenice (přestavěný)
- Ostrý Kameň (zřícenina)
- Korlátka (zřícenina)
- Šaštín (zaniklý)
- Holíč (přestavěný)